# 평해 오씨
평해 오씨(平海吳氏)는 경상북도 울진군 평해읍을 본관으로 하는 한국의 성씨이다.

## 역사
시조 오극중(吳克中)은 고려에서 문하시중(門下侍中)을 지냈다
또한 『세종실록지리지』(1454), 『동국여지승람』(1481) 모두 평해군(平海郡)의 토성으로 오씨가 보이지 않고, 1594년(선조 27)에 가서야 처음으로 과거 급제자가 등장하는 것으로 보아, 실제로는 15~16세기에 형성된 성씨로 보인다.

## 인물
조선 시대 생원시(生員試) 급제자 3명, 진사시(進士試) 급제자 4명, 무과 급제자 2명을 배출했다.

## 본관
평해(平海)는 경상북도 울진군(蔚珍郡) 평해읍 일대의 지명이다. 고구려 때 근을어현(斤乙於縣)이었고, 757년(신라 경덕왕 16)에 평해로 고쳐 유린군(有隣郡)의 영현으로 하였다. 고려 현종 때 예주(禮州)의 영현이 되었고, 1172년(명종 2)엔 지군사로 승격되었다. 1466년(세조 12)에 군으로 승격되었다. 1914년에 군면 폐합으로 울진군 평해면이 되었고, 1963년에는 울진군이 강원도에서 경상북도로 이관되었다. 1980년 평해읍으로 승격되었다.

## 인구
- 1985년 302가구, 1,264명
- 2000년 345가구, 1,099명

## 같이 보기
- 오 (성씨)
- 해주 오씨

## 참고 자료
- “오씨(吳氏) 본관(本貫) 평해(平海)”. 《한국족보출판사》. 2022년 11월 30일에 원본 문서에서 보존된 문서.